# بلاوه
بلاوه (تورينغن) (بالألمانية: Plaue) هي بلدة ألمانية تقع في ألمانيا في Ilm-Kreis. يقدر عدد سكانها بـ 1,958 نسمة .